# IC 3559
IC 3559 је лентикуларна галаксија у сазвјежђу Береникина коса која се налази на листи објеката дубоког неба у Индекс каталогу.
Деклинација објекта је + 26° 59' 16" а ректасцензија 12h 36m 3,4s. Привидна величина (магнитуда) објекта IC 3559 износи 14,6 а фотографска магнитуда 15,6. IC 3559 је још познат и под ознакама MCG 5-30-31, PGC 42012.